# Ivanna Madruga
Ivanna Madruga, (Río Tercero, 27 de enero de 1961) es una extenista que fue la número 1 de Argentina entre 1977 y 1984. En ese período estuvo muy cerca de convertirse en Top Ten.

## Biografía
Concurrió a la escuela Jesús, María y José de las hermanas de la congregación Carmelitas Descalzas. Cuando tuvo 5 años sus padres la llevaron al Club Sportivo 9 de Julio donde mostró mucha aptitud para los deportes y llegó a representar a la provincia de Córdoba en el campeonato de pelota al cesto. Sin embargo pocos años más tarde se inclinó por el tenis. Empezó a practicarlo en el Club Fábrica Militar donde su primer profesor fue Carlos Suescun.
A los 12 años ganó su primer Sudamericano en Uruguay y fue la número 1 en Sudamérica.
En julio de 1978 apareció en el ranking mundial en puesto 16, en 1980 alcanzó el puesto 14. Una vez en el circuito profesional consiguió importantes victorias frente a importantes jugadoras Regina Marsikova, Sue Barker, Leslie Allen, Ann Kiyomura, Paula Smith, Virginia Ruzici, Kathy Jordan. A la británica Virginia Wade logró vencerla en cuatro oportunidades, y también logró vencer a Arantxa Sánchez Vicario.
En el año 1979 fue la primera en el Torneo de Buenos Aires, fue finalista en ese torneo 1977.
Participó en torneos de Roland Garros, fue 2 veces finalista en dobles.
El US Open llegó a cuartos de final en 1980 y 1983. Tuvo de rival a tenistas internacionales, como Chris Evert, Martina Navratilova y Tracy Austin.
En 1983 recibió el Olimpia de Plata, premio otorgado por el Círculo de Periodistas Deportivos y además recibió el Diploma al Mérito - Tenis de la Fundación Konex. Cansada del circuito decidió alejarse del tenis a finales de 1984, pero pasado un año y medio recibió una llamada de su representante internacional quien le propuso volver. Se entrenó 6 meses para volver a la competencia, en esa temporada llegó, luego de superar la etapa clasificatoria, a la tercera rueda de Roland Garros, instancia en la que enfrentó y perdió contra Gabriela Sabatini. A fines de julio de 1986, luego de darse cuenta de que durante el período que se había mantenido fuera de juego el circuito había cambiado mucho, decidió retirarse definitivamente y dedicarse a la enseñanza del deporte. Fue así como montó la Escuela de Tenis Ivanna Madruga en el mismo club que la vio nacer deportivamente.
Los resultados que Ivanna obtuvo entre 1976 y 1986 la hicieron ser la tenista número 1 de Argentina durante ese decenio.
Ivanna hoy en día vive en su ciudad de origen. En 2011 y 2015 se postuló para legisladora del departamento Tercero Arriba por  la Unión Cívica Radical (UCR), pero no logró ser elegida.
Si bien empezó y estuvo muchos años en el Club Sportivo Nueve de Julio de Río Tercero, donde se inició como tenista y comenzó a dar sus clases de tenis, hoy en día está dando clases en el Club Casino de la misma ciudad.

Hace unos años inauguró una escuela de tenis en la localidad de Embalse (Córdoba), donde también se desempeña como profesora.
Este último tiempo, también se dedica a la protectora de animales, donde aporta su mayor desempeño y colaboración en el mismo.